# Dobrocinek (województwo warmińsko-mazurskie)
Dobrocinek (niem. Neu Bestendorf) – wieś w Polsce położona w województwie warmińsko-mazurskim, w powiecie ostródzkim, w gminie Morąg.

## Historia

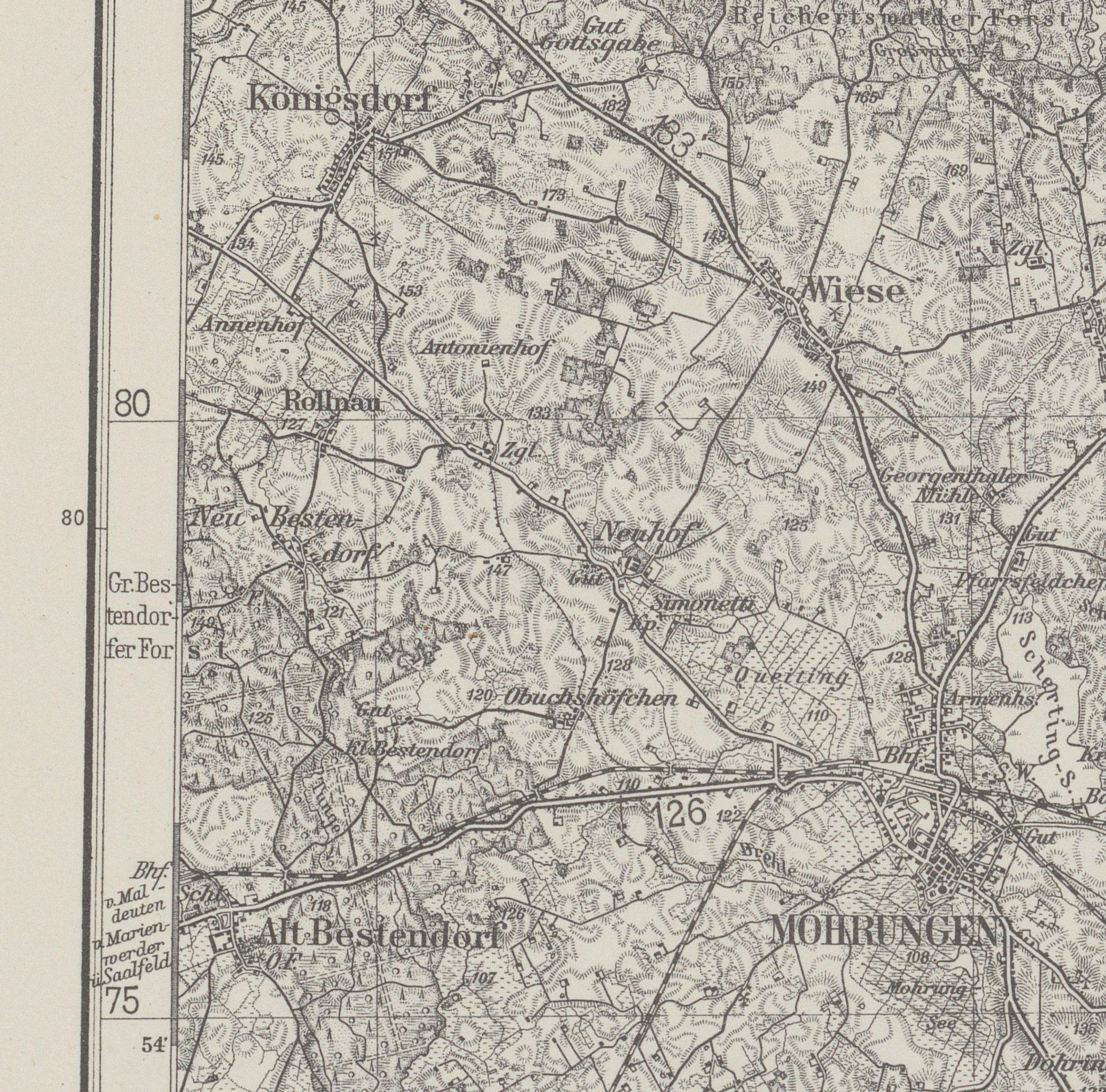
Dobrocinek (Neu Bestendorf) na mapie z 1939

Wieś wzmiankowana w dokumentach z XVIII w. jako wieś szlachecka na 13 włókach. W roku 1782 we wsi odnotowano 11 domów (dymów). W 1785 osada była folwarkiem szlacheckim z 11 dymami (domami) i należała do parafii w Wilamowie i urzędu głównego (niem. Haupt-Amt) w Przezmarku (niem. Preußisch Mark).
W 1820 we wsi było 11 dymów (domów) i 44 dusz (mieszkańców). W 1858 w 19 gospodarstwach domowych było 174 mieszkańców. W 1885 na 28 gospodarstw domowych przypadało 250 mieszkańców.
W 1910 w Dobrocinku było 204 mieszkańców. W latach 1937–1939 było 204 mieszkańców.
Do roku 1975 jako wieś Dobrocinek należał do powiatu morąskiego, gmina Zalewo, poczta Dobrocin.
W latach 1975–1998 miejscowość administracyjnie należała do województwa olsztyńskiego. Miejscowość leży w historycznym regionie Prus Górnych, a w latach 1945–1946 nosiła nazwę Bastkowo.

## Geografia
Dwukilometrowej szerokości obniżenie między Dobrocinkiem a Królewem oddziela moreny małdyckie od moren morąskich.

## Przyroda

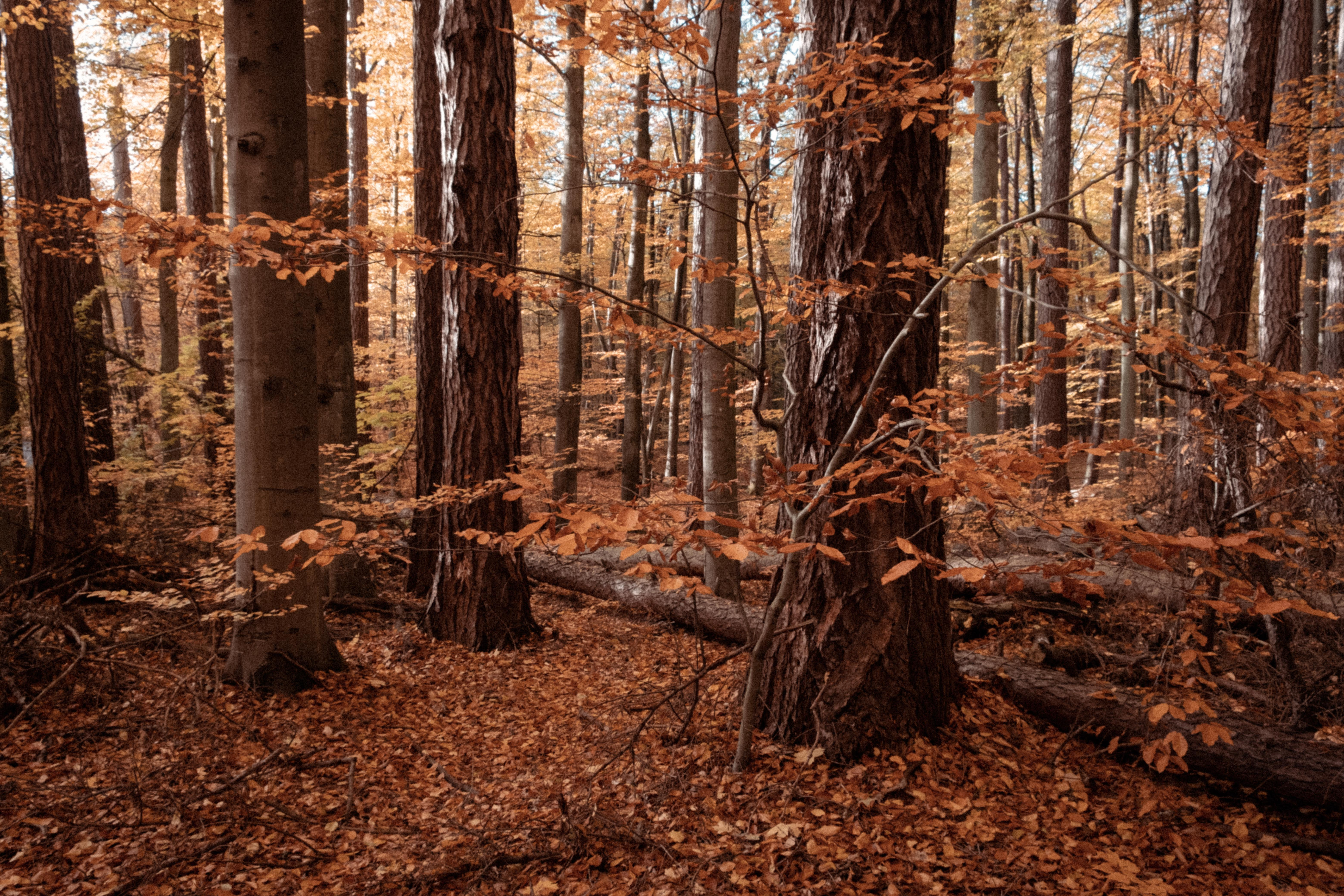
Modrzewie koło Dobrocinka jesienią

### Lasy Dobrocińskie
Dobrocinek położony jest na granicy Lasów Dobrocińskich.

### Modrzewie koło Dobrocinka
Modrzewie koło Dobrocinka to punkt edukacji leśnej na drodze z Dobrocinka do Kiełkut. Na 500-metrowej ścieżce znajduje się osiem tablic informacyjnych, które zawierają treści przyrodnicze dotyczące zwierząt leśnych, drzew liściastych i iglastych, ptaków drapieżnych, warstwowej budowy lasu, biodegradacji odpadów, przekroju poprzecznego drzewa oraz ptasiego budzika.